# Saige Ryan Campbell
Saige Ryan Campbell (* 3. Dezember 1995 in Orange County, Kalifornien) ist eine US-amerikanische Schauspielerin und Sängerin.

## Leben
Bereits im Alter von drei Jahren war es Campbells Wunsch, später einmal Tänzerin und Schauspielerin zu werden. Als sie sechs Jahre alt war, traf ihre Mutter sich mit einem Agenten und unterzeichnete einen Vertrag für ihre Tochter. Ihre erste Rolle spielte Campbell 2002 als Siebenjährige in einer Folge der Fernsehserie The Guardian – Retter mit Herz an die sich weitere Rollen in verschiedenen Fernsehserien, wie Miracles (2003) oder Without a Trace – Spurlos verschwunden (2004) anschlossen. Ihre erste Filmrolle hatte die junge Darstellerin in der Filmkomödie I Heart Huckabees (2004), wo sie die Tochter der von Mark Wahlberg gespielten Filmfigur verkörperte.
Für ihre Rolle als Julia Clark in dem Weihnachtsfilm All I want for Christmas (2007) war Campbell in der Kategorie „Beste Nebendarstellerin in einem Fernsehfilm“ für den Young Artist Award nominiert. In dem Horrorfilm Believers (2007) wurde Campbell dann mit der Hauptrolle der Libby betraut. In dem Horrorthriller Forget Me Not (2009) spielte sie die jüngere Layla, die in der älteren Version von Chloe Bridges verkörpert wurde. In dem 2015 erschienenen Fantasydrama Maybe Someday spielt Campbell Abigail Donnelly, ein Teenager-Mädchen, das aus der Zukunft gekommen ist, um ihrem Vater, einem arbeitslosen Alkoholiker, behilflich zu sein, nicht der zu werden, der er geworden ist.
Campbell ist außerdem Mitglied der Musikgruppe Pink E Swear, wo sie unter dem Namen Young Saige rappt. Die Gruppe, zu der noch die Schauspielerinnen Taylor, Sydney und Tasha gehören, wurde bei einer landesweiten Suche zusammengestellt. Stay With Me ist eines der Lieder der Mädchen.
Zwischendurch trat Campbell in diversen Shows im amerikanischen Fernsehen auf und synchronisierte auch. Im Videospiel Jericho spricht sie eine der Hauptrollen. Bekannt ist die junge Schauspielerin auch für ihre Auftritte in Werbespots des amerikanischen Fernsehens, so beispielsweise für Kodak, McDonalds und Brita Wasser. Campbell stellt sich auch für Wohltätigkeitsveranstaltungen zur Verfügung, deren Erlöse kranken Kindern und Kindern, denen es weniger gut geht, zugutekommen.
Saige Ryan Campbell hat einen älteren Bruder und eine Schwester.

## Auszeichnung
- 2008: Nominierung für ihre Rolle in dem Film All I want for Christmas für den Young Artist Award in der Kategorie „Beste Nebendarstellerin in einem Fernsehfilm“.

## Filmografie (Auswahl)
- 2002: The Guardian – Retter mit Herz – The Neighborhood (Fernsehserie)
- 2003: Miracles – Little Miss Lost (Fernsehserie)
- 2004: Without a Trace – Spurlos verschwunden – Hawks and Handsaws (Fernsehserie)
- 2004: I Heart Huckabees
- 2005: Still Standing – Still the Boss (Fernsehserie)
- 2006: Lime Salted Love
- 2007: Believers
- 2007: All I want for Christmas
- 2008: Glances (Kurzfilm)
- 2009: Dr. House – Big Baby (Fernsehserie)
- 2009: Frankenhood
- 2009: Forget Me Not
- 2012: Grey’s Anatomy – Suddenly (Fernsehserie)
- 2015: Maybe Someday